# Hörgársveit
Hörgársveit é um município na Islândia. Em 2021 tinha uma população estimada em 653 habitantes.